# Vladimir Andreevič Konstantinov
Vladimir Andreevič Konstantinov (in russo Владимир Андреевич Константинов?; in ucraino Володимир Андрійович Константинов?, Volodymyr Andrijovyč Konstantynov; Vladimirovca, 19 novembre 1956) è un politico russo, presidente del Consiglio di Stato della Repubblica di Crimea (ovvero il Parlamento).

## Biografia
Nato nel 1956 da una famiglia di etnia russa a Vladimirovca, nella RSS Moldava, oggi nello stato a riconoscimento parziale della Transnistria.
Nel 1973 completò la scuola secondaria a Bachčysaraj, in Crimea, e in seguito si laureò in ingegneria industriale a Sinferopoli.
Nel 1999 ricevette i premi di "Costruttore della Crimea" e di "Costruttore dell'Ucraina".
Ha ricoperto dal 1998 al 2002 e dal 2006 al 2014 la carica di deputato del Parlamento della Crimea, per due legislature capogruppo del partito delle Regioni. Presidente dell'assemblea dal 2010,
in seguito alla crisi della Crimea del 2014 che ha provocato l'indipendenza unilaterale, il 18 marzo 2014 ha firmato il trattato di adesione della Crimea alla Russia.

## Controversie
Kostantinov deve circa 130 milioni di dollari alle banche ucraine.
Andrij Senčenko, parlamentare dell'Unione Pan-Ucraina "Patria", ha affermato che Kostantinov è stato coinvolto in azioni immobiliari fraudolente dagli anni novanta assieme all'odierno primo ministro della Crimea Sergej Aksënov e lo ha accusato di connessioni con il crimine organizzato.